# Chapelle Saint-Caprais de Castillon-du-Gard
La chapelle Saint-Caprais de Castillon-du-Gard est une chapelle romane, située à Castillon-du-Gard dans le département français du Gard en région Occitanie.

## Localisation
La chapelle se dresse isolée au milieu des vignes, non loin de la route D192 à l'ouest de Castillon-du-Gard.

## Historique

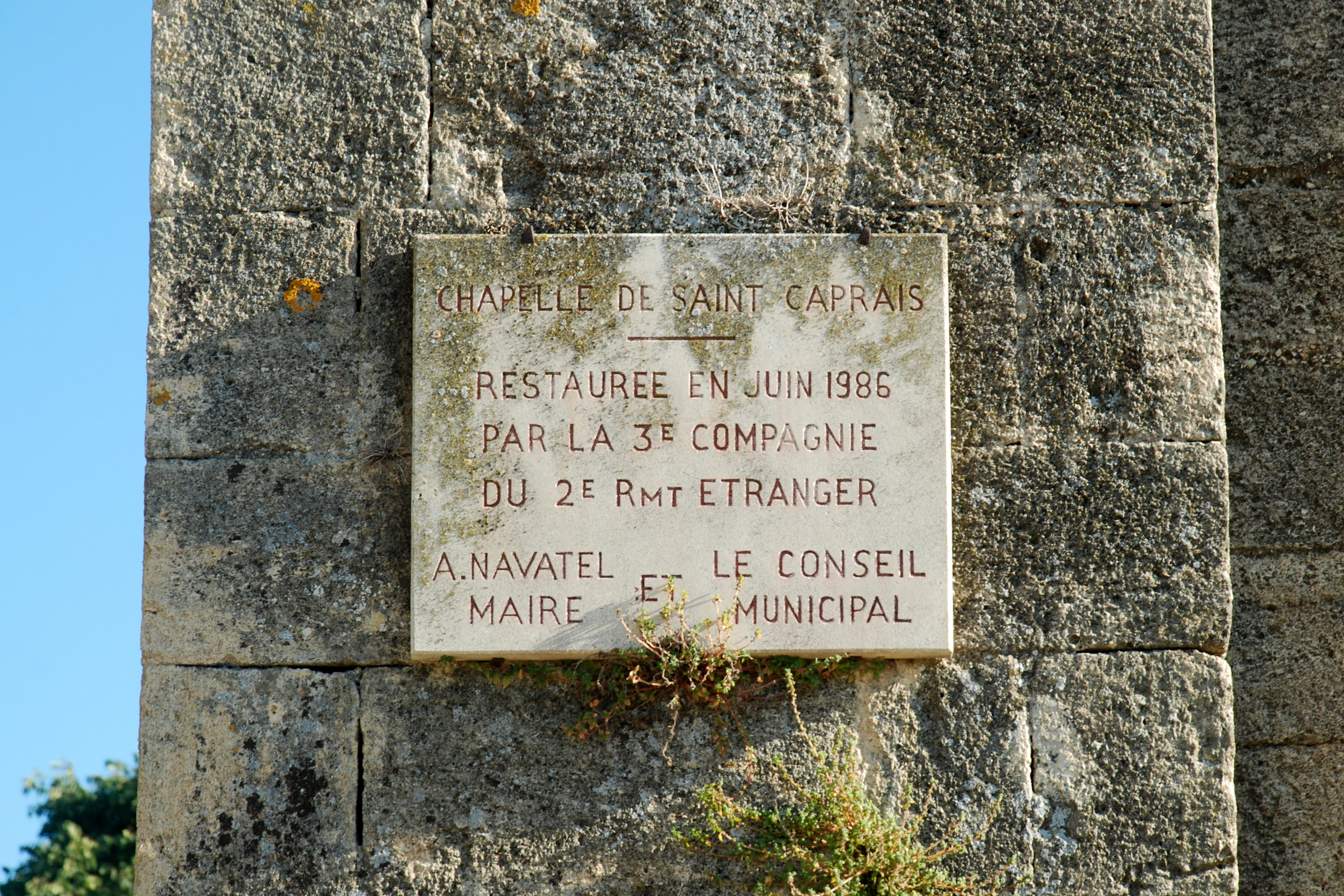
La plaque en marbre qui commémore la restauration de juin 1986.

La chapelle Saint-Caprais initiale est donnée en 896 à l'évêque d'Uzès par le roi de Provence Louis l'Aveugle.
La chapelle romane, qui date du XIIe siècle, pourrait avoir succédé à un édifice religieux carolingien.
Le village de Castillon-du-Gard est mentionné dès 1207 sous le nom de Castilio d'après les archives communales de Valliguières. Quatre ans plus tard, en 1211, il apparaît sous le nom de Castrum de Castellione. Selon les archives communales, il apparaît en 1307 sous le nom de Castrum Castilionis. Ce n'est qu'à partir de 1694 qu'il apparaît sous le nom de Castilion-du-Gard .
La chapelle Saint-Caprais était autrefois un lieu de pèlerinage.

## Statut patrimonial et restauration
La chapelle fait l'objet d'une inscription au titre des monuments historiques depuis le 20 décembre 1945.
Elle a été restaurée en juin 1986 par la 3e compagnie du 2e régiment étranger,.

## Architecture

### Maçonnerie et couverture
La chapelle est édifiée en blocs de calcaire coquillier assemblés en grand appareil et est recouverte d'une toiture en bâtière composée de tuiles roses.

### Les façades
À l'ouest, la chapelle présente une austère façade.
Cette façade, qui est flanquée d'un majestueux cyprès, est percée dans sa partie basse d'un portail cintré dont le tympan a été obturé pour réduire l'arc cintré à un arc surbaissé et dans sa partie haute d'une baie cintrée à simple ébrasement.
La façade méridionale, soutenue par trois puissants contreforts, présente deux portes cintrées dont l'une est murée. La première partie de cette façade est percée en hauteur par une baie cintrée à simple ébrasement moins haute que celle de la façade principale, tandis que la deuxième partie est percée d'une fine meurtrière.
Le contrefort situé le plus à l'ouest porte une plaque en marbre qui commémore la restauration de la chapelle en juin 1986 par la 3e compagnie du 2e régiment étranger.

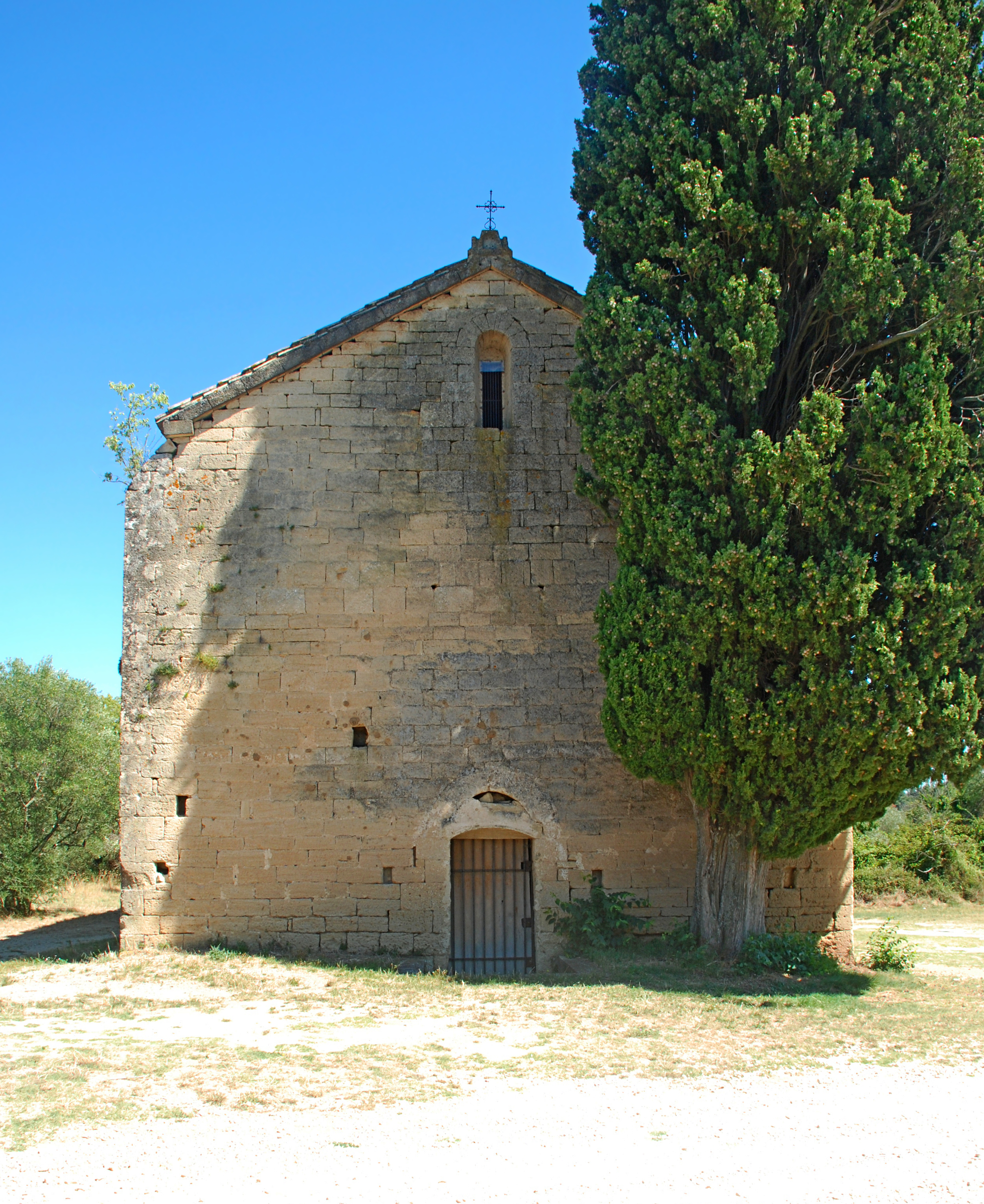
La façade occidentale.
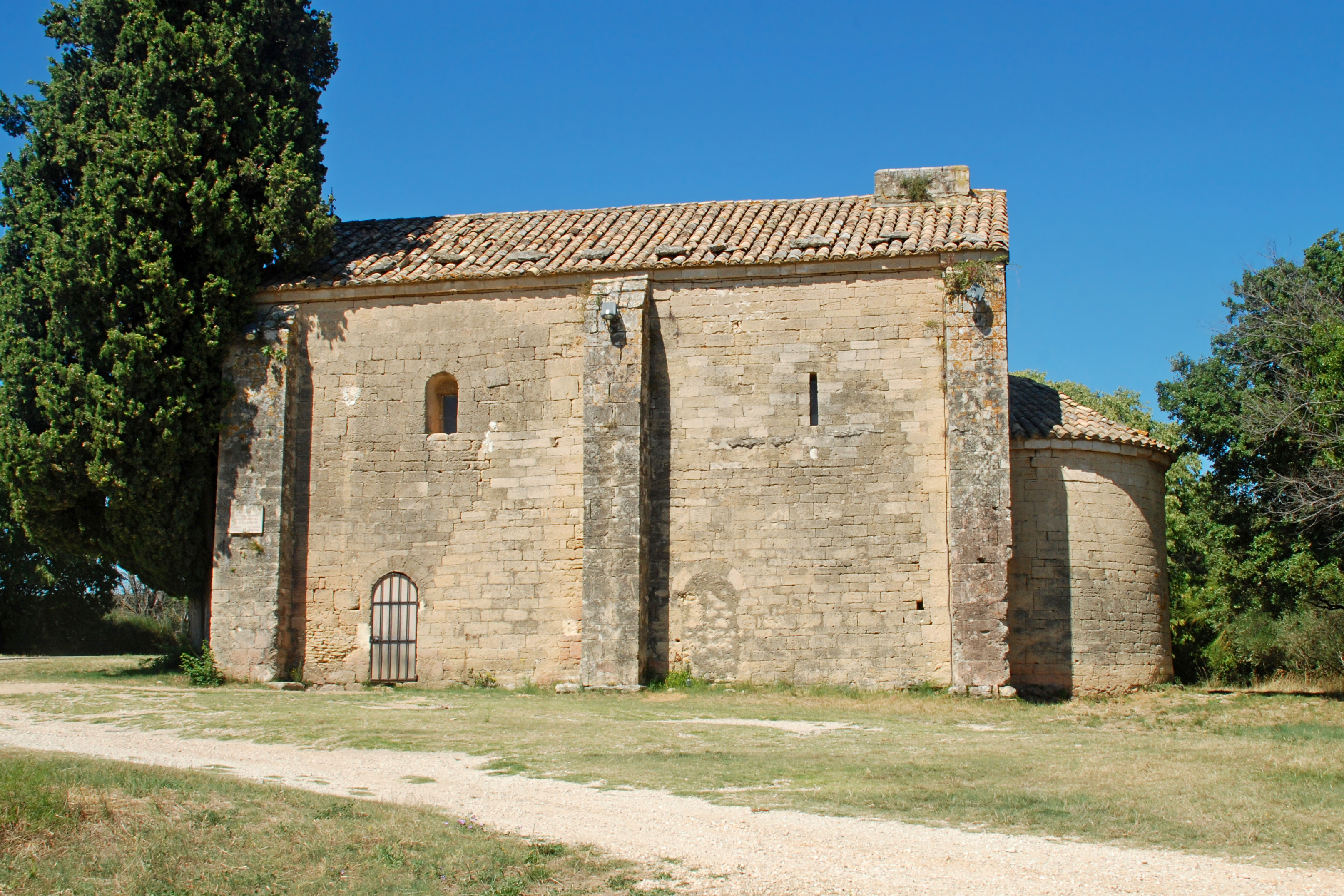
La façade méridionale.
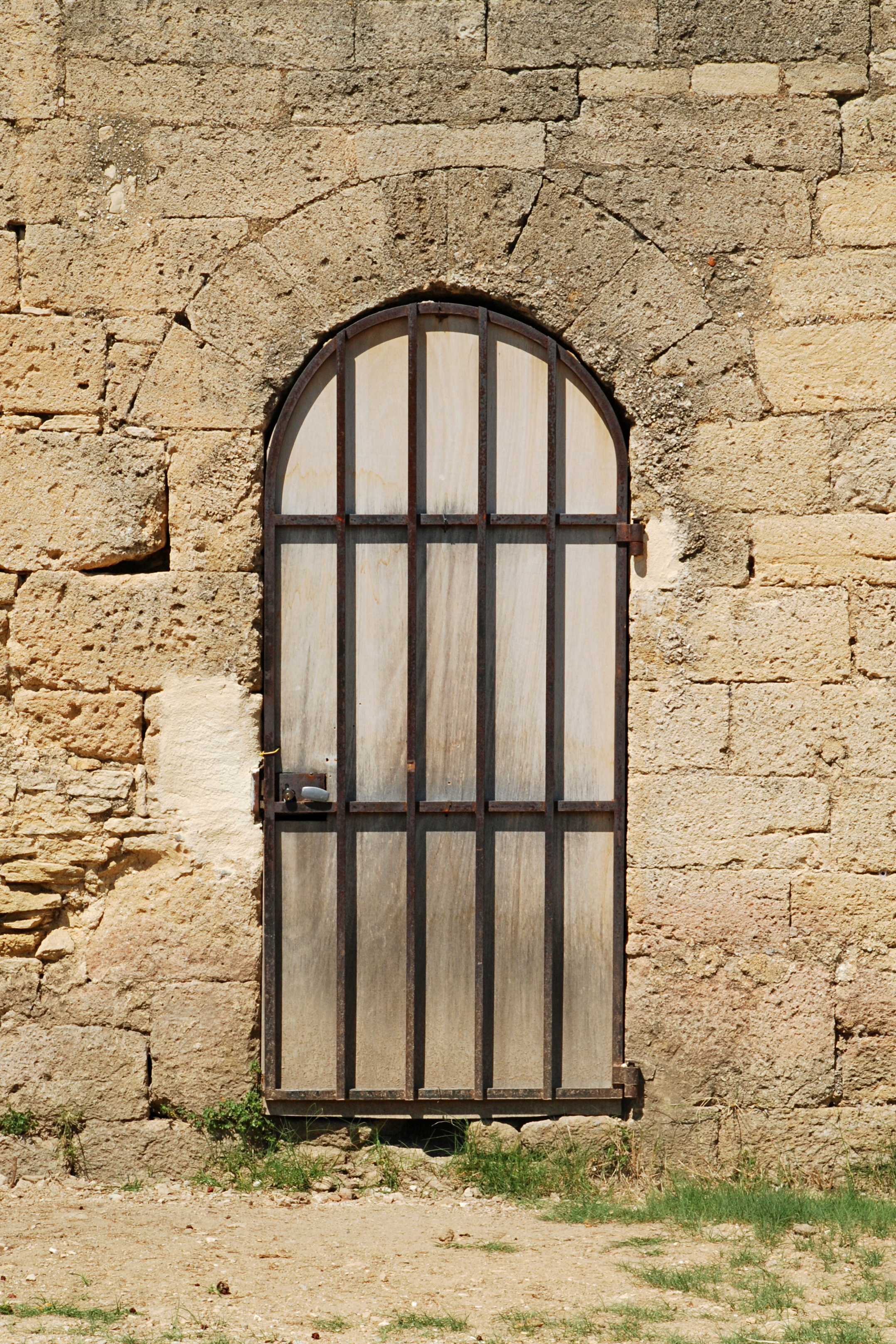
Porte cintrée de la façade méridionale.
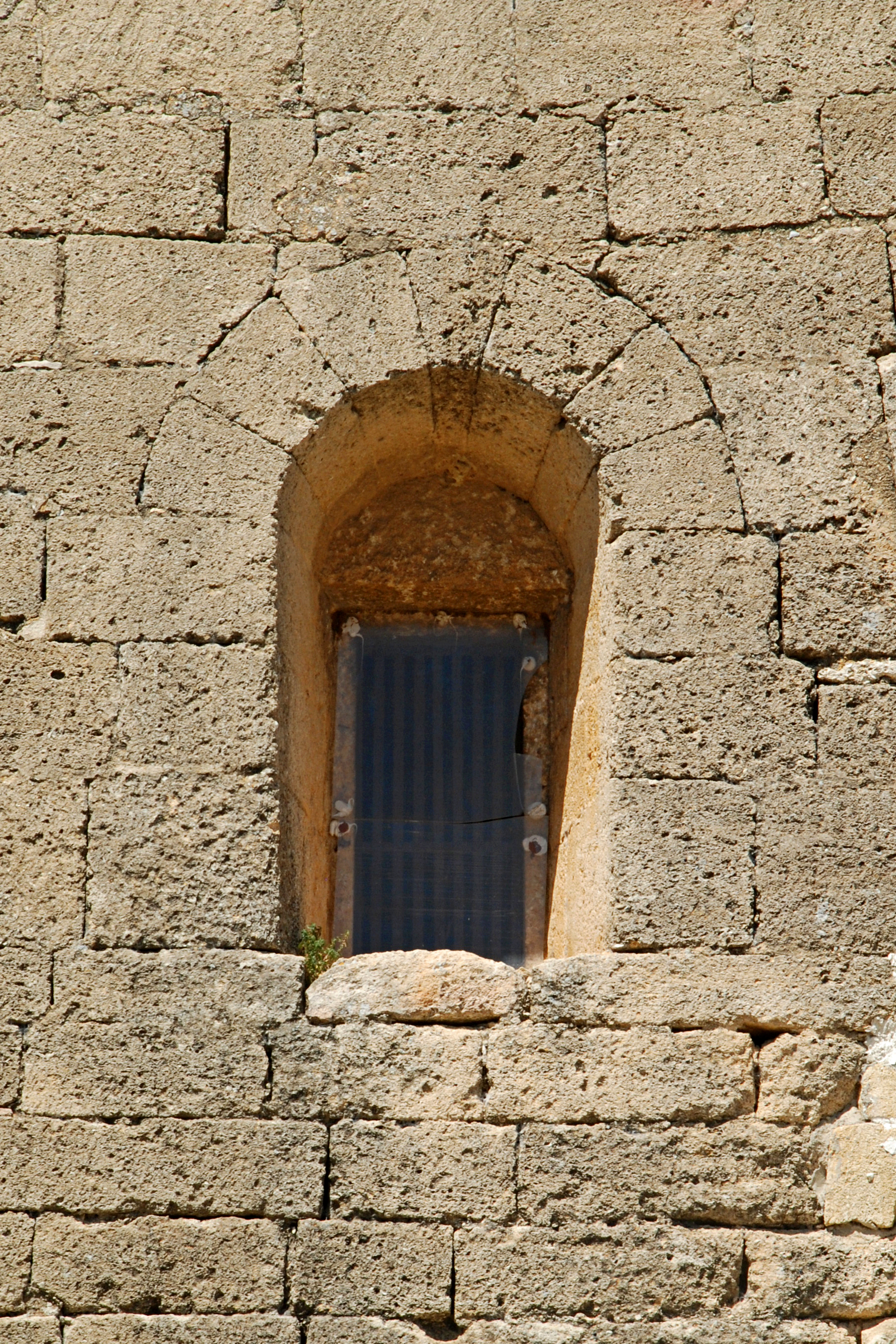
Baie cintrée de la façade méridionale.

### Le chevet
L'édifice possède un chevet roman constitué d'une abside semi-circulaire sans autre ornementation qu'une fenêtre axiale cintrée à simple ébrasement.
Reposant sur un soubassement fait d'une seule assise de pierre d'une couleur légèrement différente, la maçonnerie de l'abside, percée de quelques trous de boulin (trous destinés à ancrer les échafaudages), est composée de blocs de pierre de taille finement ajustés, sans aucune zone de réfection.

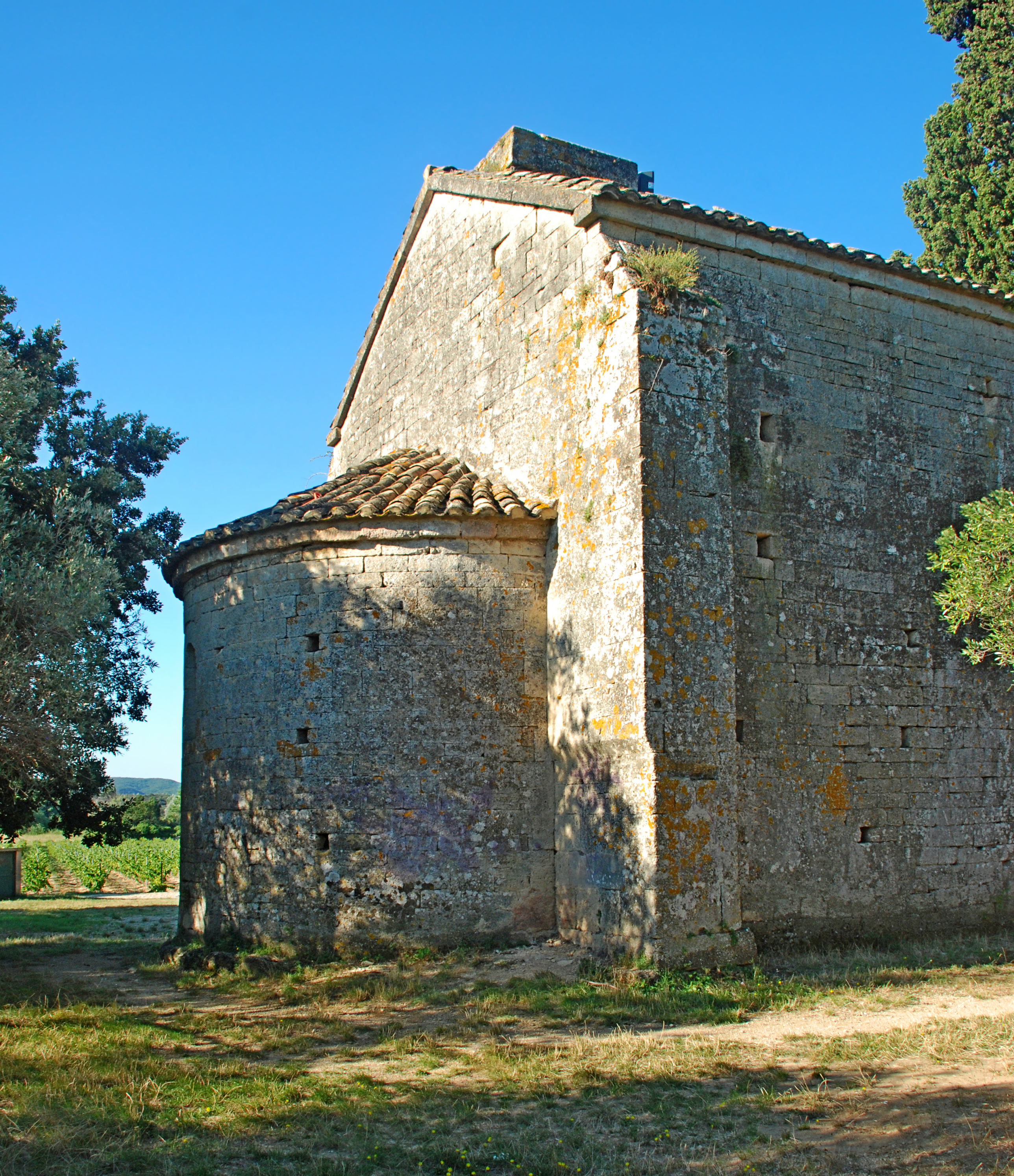
Le chevet et la façade nord.
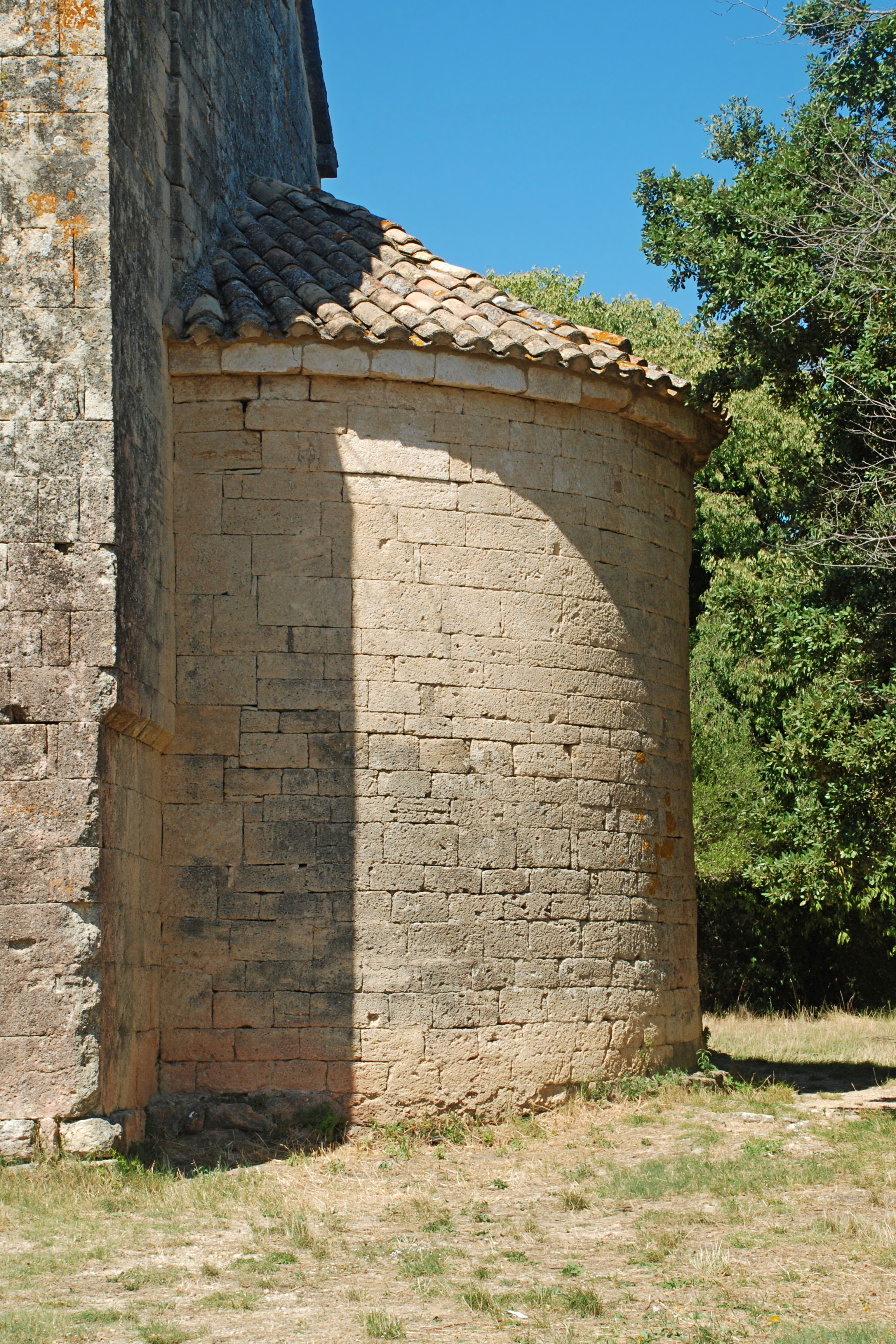
Le chevet vu du sud.